# Garf
Garf è il settimo singolo della cover band statunitense Me First and the Gimme Gimmes, pubblicato per la Lookout! Records nel 1999.

## Descrizione
Questo singolo è composto di cover di Simon & Garfunkel.
La Lookout! Records pubblicò alcune copie di Garf indicando (sulle etichette sul vinile) come nome della band "Me First and the Gimmie Gimmies" al posto di "Me First and the Gimme Gimmes"; l'etichetta cercò di ritirare le copie indicanti il nome errato, ma chiaramente alcune non furono restituite.

## Tracce
1. The Boxer – 2:54
2. I Am a Rock – 2:04

## Formazione
- Spike Slawson - voce
- Joey Cape - chitarra
- Chris Shiflett - chitarra
- Fat Mike - basso, voce
- Dave Raun - batteria